# Pterocarpus erinaceus
Pterocarpus erinaceus is een plantensoort uit de vlinderbloemenfamilie (Fabaceae). Het is een bladverliezende boom met een hoge en open, weinig vertakte kroon. De boom wordt doorgaans 12 tot 15 meter hoog, sommige exemplaren kunnen 25 meter hoog worden. Tijdens het droge seizoen hangt de boom vol trossen helder goudgele bloemen. De soort staat op de Rode Lijst van de IUCN geklasseerd als 'bedreigd'.
De soort komt voor van tropisch West-Afrika tot in Tsjaad. Hij groeit daar in beboste savannes en bossen en verder ook aan de rand van dichte vochtige bossen. De boom geeft de voorkeur aan grind- en lateritische bodems, vaak aan de voet van hellingen, op hoogtes van 200 tot 1030 meter.
Verschillende delen van de boom worden voor verschillende doeleinden gebruikt. Zo kunnen de bladeren gekookt als groente gegeten worden. De boom bevat een roodkleurige hars die veel gebruikt wordt in de traditionele geneeskunde in Afrika. Deze hars, die bekend staat als kino, wordt inwendig ingenomen om diarree te behandelen. Uitwendig wordt de hars gebruikt om oogklachten, zweren en pijnlijke plekken te behandelen. Daarnaast wordt de hars ook als rode kleurstof gebruikt. Ook afkooksels of infusies van de schors, wortels en bladeren worden gebruikt om verschillende kwalen te behandelen of als insectenwerend middel.
Uit het kernhout wordt een rode kleurstof gewonnen, die gebruikt wordt voor het verven van stoffen, het lichaam of het haar. Dit gebeurt door de kleurstof te verpulveren en te mengen met water. Vervolgens wordt een doek daarin gedompeld en vervolgens gedroogd. Hierna wordt de doek met shea-olie of palmolie ingewreven om een donkerpaarse kleur te verkrijgen. Verder wordt hout gebruikt voor meubel- en schrijnwerk, maar ook voor parketvloeren, trappen en werktuigen. Van de wortels worden bogen gemaakt.